# Morsüre
Morsüre est un groupe de speed et thrash metal français, originaire d'Argenteuil, dans le Val-d'Oise. Il est actif pendant les années 1980.

## Biographie
Morsüre se forme à Argenteuil en 1981. Le groupe est mentionné en  1985 notamment par les revues Metal Attack, Hard Rock Magazine et Enfer Magazine, qui bénéficiaient alors d’une large diffusion au niveau national La très grande rapidité de la musique de Morsüre était tellement inhabituelle pour l'époque que la chronique d'Acceleration Process parue en novembre 1985 dans Enfer Magazine ne parle que de cela . Pour Gil Tadic, dans Metal Attack d'octobre 1985 « Acceleration Process établit de façon définitive Morsüre comme successeur de Slayer au sommet du speed ! » Tandis que Jean-Pierre Sabouret, dans Hard Rock Magazine écrit « on devrait proposer ces Lucky Luke du riff qui tue aux prochains J.O. du thrash metal. Ils seraient assurément notre plus grande chance de médaille! »
Peu de temps après la sortie de son seul et unique album, Acceleration Process, sorti en 1985 chez Devil's Records, le groupe se sépare. Toutefois, Acceleration Process est réédité en CD en 2007 sur les labels américains NunSlaughter et Hells Headbangers Records, accompagné de la démo M.A.D. en chanson bonus. C’est pourquoi cette réédition, mentionnée sur Blabbermouth.net, est facilement disponible aux États-Unis et au Canada. Toutefois, en octobre 2012, cette réédition semble épuisée. Plusieurs musiciens de Morsüre se sont ensuite tournés vers le jazz-rock, notamment au sein du groupe Obsession.

## Style musical
Une des particularités de ce groupe, outre la très grande rapidité d'exécution des morceaux était d'utiliser une batterie électronique. De plus, le bassiste, contrairement à ce qui se pratiquait alors habituellement dans le thrash et dans le speed metal, ne se contentait pas de simplement doubler les riffs de guitare, mais avait ses propres lignes, comme des sortes de solis ou des riffs supplémentaires qui se superposaient aux autres en une polyrythmie, qui renforçait l'impression de vitesse extrême. Par ailleurs, L’irrémédiable, un des textes d’Acceleration Process est emprunté à Charles Baudelaire, ce qui est peu courant dans ce style de métal extrême.
Le LP Acceleration Process était vendu avec dessus un autocollant portant les mentions « Attention ultime violence » et « Le groupe le plus speed du monde » (cf Réf. ci-dessous, lien externe sur 80's French Heavy Metal où l'on trouve une photo non reproductible ici pour des raisons de droits). Il s’agissait de marketing et ces notions sont subjectives. Ainsi, plus de 20 ans après, des sites et forums consacrés au metal évoquent encore ce groupe et le caractère particulier de sa musique (cf références en liens externes, ci-dessous). Un admirateur de New York aux États-Unis avait proposé à Morsüre de venir y enregistrer un 2e album. Mais ce projet n’a pu se réaliser faute d’argent, car enregistrer aussi loin causait de nombreux frais.

## Membres

### Derniers membres
- Éric  - basse (1981-1985)
- Franck - batterie (1982-1985)
- Didier le Serrec - chant (1984-1985)
- Loran Laurent - guitare (1985)

### Anciens membres
- Arnaud - guitare (1981-1984)
- Pascal - chant (1981-1982 ; décédé en 1982)
- Thierry - guitare (1984-1985)

## Discographie
- 1984 : Morsüre (démo)
- 1985 : Acceleration Process (réédité en 2007 avec la démo et un livret de 20 pages)
- 1985 : Bonjour l'enfer (compilation avec  Killers, Sortilège, Vulcain…)